# Resident Evil Outbreak
Resident Evil Outbreak (abreviado comúnmente como REO) conocido en Japón como Biohazard Outbreak (バイオハザード アウトブレイク Baiohazādo Autobureiku?) es un videojuego de acción-aventura perteneciente al subgénero de terror y supervivencia desarrollado por Capcom y producido por Tsuyoshi Tanaka para PlayStation 2. Es la primera entrega de la franquicia que incluye la opción para jugar en línea. Fue publicado por primera vez el 11 de diciembre de 2003 en Japón; posteriormente, el 31 de marzo de 2004 en Norteamérica y el 17 de septiembre de 2004 en Europa.
La historia detalla las aventuras de un grupo de supervivientes en Raccoon City, la cual se encuentra devastada por un misterioso virus que ha convertido a la mayoría de los ciudadanos en muertos vivientes. Los protagonistas deben enfrentarse a peligrosas criaturas situadas en diversas zonas de la ciudad para poder sobrevivir. El juego cuenta con cinco escenarios distintos, ambientados en la trama de Resident Evil 2 y Resident Evil 3: Nemesis.
Tras su lanzamiento, Outbreak recibió críticas mixtas por parte de sitios en línea como 1UP, Eurogamer, Metacritic, y GameRankings. El juego ha vendido más de 1,45 millones de copias mundiales, superando en ventas a Resident Evil: The Umbrella Chronicles y otros títulos de la serie. La entrega cuenta con una secuela directa llamada Resident Evil Outbreak: File #2, publicada en 2004. Dicho título contiene nuevos escenarios, armas y diversas mejoras de esta versión.

## Argumento

### Personajes
La entrega tiene ocho personajes con características exclusivas, entre ellas: movimientos especiales, armas mejoradas, objetos personales y otras particularidades que los vuelven únicos a la hora de jugar cualquier escenario. Otra variable de los protagonistas son sus puntos vitales, su velocidad para correr y su ritmo de infección vírica, algunos poseen pros y contras en dichos aspectos. Sus historias giran en torno a la catástrofe viral que azotó a los ciudadanos de Raccoon City. Todos los escenarios fueron diseñados para completarlos con todos los personajes, cada nivel se relaciona con la historia de uno o varios protagonistas del juego.
- Cindy Lennox, camarera del bar del primer escenario, en cada nivel cuenta con una caja que le permite almacenar una cantidad limitada de hierbas.[6][14]
- George Hamilton, cirujano principal del hospital de la ciudad, siempre lleva consigo un botiquín que le permite transformar las hierbas en diversos medicamentos.[6][14]
- Alyssa Ashcroft, reportera del periódico local, tiene una ganzúa que le facilita abrir puertas y habitaciones secretas.[6][14]
- David King, fontanero a domicilio, posee una práctica caja de herramientas con la que puede crear nuevas armas y lanzarlas a los enemigos para defenderse.[6][14]
- Jim Chapman, empleado del metro de Raccoon City, siempre tiene una moneda en su bolsillo para definir su suerte, es decir, al usar este objeto pasaran dos cosas: Si la moneda sale cara, los zombis tardaran más en fijarse en Jim, y resultará un poco más fácil liberarse, pero si sale cruz, todos los monstruos se fijaran en ti y harán más daño..[6][15]
- Kevin Ryman, miembro del departamento policial de Raccoon City, su habilidad es correr más que el resto y empezar con una pistola especial.[6][15]
- Mark Wilkins, guardia de seguridad de una empresa privada situada en la ciudad, en cada escenario cuenta con una pistola personal.[6][15]
- Yoko Suzuki, estudiante universitaria, lleva consigo una mochila que le ofrece más espacio en su inventario para almacenar los objetos que encuentre en la aventura.[6][15]

### Enemigos
Resident Evil Outbreak cuenta con los antiguos y principales enemigos de la franquicia. Su historia al estar enlazada con los acontecimientos ocurridos en Raccoon City, ofrece una gran cantidad de criaturas, estos atacan de igual manera que en otros títulos de la serie: muerden, golpean y vomitan al personaje para matarlo. Otras criaturas que aparecen son: los perros y cuervos, ambos rastrean al protagonista para asesinarlo.
Outbreak integra algunos enemigos básicos como las avispas y arañas gigantes, ambas atacan en grupos para dificultar el juego. El título incluye enemigos de otras entregas de la serie como los Neptune, Hunter y la polilla gigante, todos aparecen en niveles diferentes. Un nuevo monstruo es el Scissor Tail, una especie de ciempiés mutado gracias al virus T. Cada escenario cuenta con un jefe final, algo que no se notaba hasta ahora en cualquier otro título de Resident Evil.

### Sinopsis
La historia comienza un par de días después del brote del virus T en Raccoon City, momentos antes de que todo se convirtiera en un caos. Los personajes inician su aventura en un bar, ellos no tienen idea de lo que está pasando en la ciudad hasta que un zombi se adentra al lugar y camina hacia la barra de la taberna, atacando a uno de los empleados. Los protagonistas deben escapar de la localidad antes de que el gobierno de los Estados Unidos lance un misil nuclear para eliminar todo rastro del virus. El jugador controla a uno de los ocho personajes disponibles y debe elegir tres compañeros que lo ayudan en el transcurso del juego. Los eventos de Outbreak ocurren dentro de varias zonas de Raccoon City.
Hay cinco escenarios distintos y no están establecidos en un orden cronológico, cada uno de ellos relata de una perspectiva diferente el escape de cada personaje.

## Escenarios

### Outbreak (Epidemia)
El 22 de septiembre de 1998, el Equipo Alpha del Escuadrón N°1 del Servicio de Seguridad de Umbrella lleva a cabo la Operación Nestwrecker para obtener las muestras del recientemente desarrollado virus-G. Los comandos de Umbrella sufren bajas considerables al ser atacados por el creador del virus, William Birkin, quien herido de muerte se ha inoculado con el virus en un intento de detener el robo de su creación. Dándoles caza por el sistema de alcantarillado de Raccoon City, Birkin masacra a sus atacantes y libera accidentalmente el virus-T, que es esparcido por las ratas al suministro de agua potable de la ciudad.
Dos días después, los ocho personajes se encuentran en una típica velada en el J's Bar sin imaginarse lo que ocurría en la ciudad hasta que un extraño entra en el local y ataca al barman, estando de súbito completamente asediados por zombis. Mark Wilkins, junto con su compañero de trabajo, Bob, llegan a la azotea del bar, donde Bob comienza a manifestar síntomas de infección por virus-T, ante esto el prefiere el suicidio (en muy difícil, Bob se transforma en zombi). 
Con el estado de emergencia ya declarado, el Departamento de Policía de Raccoon City comienza a organizar la evacuación de la población. Aunque los puntos de control policiales son rápidamente invadidos y rebasados por zombis, los supervivientes alcanzan al oficial Raymond Douglas, quien los escolta hasta las cercanías de una zona de rescate antes de caer víctima de un zombi. Viéndose rodeados y sin salida, los supervivientes derraman la gasolina de un camión cisterna cercano, que después incendian para deshacerse de sus enemigos.
Ya en la zona de rescate, los supervivientes son recibidos por el oficial Dorian, que les indica que suban a una van para ser evacuados. Usando calles secundarias para evitar masas de zombis en avenidas principales, el policía conduce hasta alcanzar una barricada, sin otra opción, él les indica que deben bajar y seguir a pie.
Cruzando un puente peatonal cerca del centro comercial, los supervivientes ven una enorme horda de zombis congregada en la calle principal de la ciudad y como tres policías, Eric, Elliot y Harry intentan terminar de armar el detonador de una serie de cargas explosivas instaladas a lo largo de la avenida para así deshacerse de estos, pero justo antes de terminarlo, Elliot y Eric son devorados y Harry entra en pánico.
Los supervivientes tienen la opción de volver a la van y retirarse del lugar o bajar a la calle y armar el detonador para hacer estallar las bombas, si eligen lo último, las bombas se detonan, eliminando a todos los muertos vivientes en la calle. Al poco tiempo después, refuerzos de la policía vuelven a armar una barricada en la calle principal y los supervivientes escapan de nuevo escapan de nuevo en la van, reflexionando sobre los hechos recientes. A la mañana siguiente se declara que Raccoon City ha sido puesta en cuarentena debido al derrame de desechos radioactivos y que el Ejército de los Estados Unidos ha sido llamado a la acción para investigar y controlar la situación.

### Below Freezing Point (Bajo cero)
En el laboratorio subterráneo de Umbrella, una investigadora, Mónica, mata a uno de sus colegas para robar un espécimen de la larva-G, intentando escapar por los andenes inferiores se topa con una antigua colega, Yoko Suzuki, a la que a punta de pistola le exige que le entregue su tarjeta de identificación. Ya con la tarjeta, la insulta y la deja a su suerte.
Avanzando por el laboratorio, los supervivientes se topan con lo que aparentemente se ven como estatuas de hielo mientras Monica, quien alcanza la tornamesa de carga para subir a la superficie y escapar, es atacada por una criatura desconocida.
Llegando a la tornamesa, Monica no está por ningún lado y encuentran la llave de activación de la tornamesa, pero esta no funciona debido a las masas de hielo bloqueando el funcionamiento de los mecanismos de subida.
Viéndose obligados, regresan al laboratorio y encienden el control de clima, lo que hace regresar toda la instalación a temperatura ambiente, derritiendo el hielo, pero también revelando que esas supuestas estatuas eran Hunters que habían sido liberados por Birkin para así detener los intentos de Umbrella de quedarse el virus-G, que después terminaron congelados por uno de los investigadores que, moribundo, baja la temperatura para así detenerlos y darle oportunidad a sus colegas de escapar.
Al volver a la tornamesa y activarla, pueden ver como Monica llega a ésta, con el maletín conteniendo la larva abierto y la muestra ausente, desmayándose al poco tiempo después. Terminada la cuenta regresiva, la tornamesa comienza a subir (si el jugador no se encuentra en la sala de la tornamesa esta subirá sin él, siendo atacado por la espalda por un Hunter), pero, súbitamente, de Monica emerge la larva-G, matándola, que rápidamente comienza a subir por el hueco de la tornamesa.
Alcanzando la superficie, los supervivientes intentan activar el tren que se encuentra en la plataforma, pero su escape se ve interrumpido cuando la larva-G emerge del piso de la tornamesa, comenzando a mutar en una aberración gigantesca. Sin opción, los supervivientes usan todo lo que tienen a la mano, incluyendo el tren de escape, para acabar con el monstruo, que adolorido, cae muerto.
Sin moros en la costa, los supervivientes abordan el tren esperando que este los lleve a la seguridad.

### The Hive (La colmena)
Habiendo tomado refugio en el hospital de Raccoon City, Hersh, médico residente del hospital le hace saber a los supervivientes que ocultarse en el recinto no fue la decisión más acertada y que el mismo está buscando la forma más rápida de salir del lugar.
En la estación de enfermeras, el médico es sorprendido por los supervivientes intentando reactivar la corriente al ascensor del edificio para así salir del tercer piso y a una posible salida. Al reenergizar el ascensor, un ser cubierto de sanguijuelas ataca y mata al doctor.
Buscando escapar del lugar, los supervivientes son atacados por el mismo tipo de sanguijuelas que cubren a lo que mató a Hersh en varias habitaciones. Notas esparcidas por el hospital destacan que los hirudíneos son diferentes a los del doctor James Marcus, pero comparten su apetito voraz por la sangre y la capacidad de agruparse en un cuerpo, controlándolo para usarlo como método de transporte mientras se alimentan de este, además de ser muy vulnerables a altas temperaturas. También se indica la existencia de una sanguijuela enorme en las alcantarillas, de más de un metro de largo y que no ha podido ser capturada.
El Hombre Sanguijuela usa el sistema de ventilación del edificio para moverse por este, es completamente inmune al daño físico y es capaz de generar hemorragias con sus ataques. Tras activar el acceso al segundo sótano, los supervivientes usan la habitación de control de temperatura adyacente al laboratorio para cocinar vivo al monstruo, cayendo muerto y revelando que las sanguijuelas estaban controlando a Hersh (cualquier superviviente convertirse en el Hombre Sanguijuela en caso de morir y no caerá en la misma trampa).
Moviéndose por los confines del hospital, los supervivientes descubren un bote y por lo tanto un posible método de escape, pero al abordarlo y avanzar por las alcantarillas, se ven obligados a bajarse cuando observan que una masa de materia orgánica les corta el paso. El bote se estrella contra la masa y el combustible del motor se inflama, revelando que la masa es una enorme sanguijuela que es la reina de las más pequeñas que pululan en el hospital.
Con la ayuda de las cañerías de gas inflamable y explosivos, logran matar a la sanguijuela reina y adentrarse a pie por la red de alcantarillado, en búsqueda de una salida. 

### Hellfire (Infierno)
Huyendo por las callejones de Raccoon City, los supervivientes se encuentran rodeados por zombis. Atrapados, deciden refugiarse en el hotel Apple Inn, que se encuentra con un incendio en su estructura. De repente, la caldera del edificio explota por sobrepresión, matando a los bomberos Len y Charlie, que se estaban dedicando a la búsqueda de sobrevivientes.
Tomando la radio de uno de los bomberos fallecidos, los supervivientes contactan a otro bombero, que a través de la interferencia del aparato les ordena que vayan al vestíbulo del hotel para ser rescatados.
Avanzando por el edificio calcinado observan los otros horrores derivados del virus, los Lickers, zombis que han ido más allá en términos de mutación, perdiendo su piel, aumentando su masa muscular, con cerebros expuestos y una poderosa lengua que pueden usar como látigo o lanza, deambulando por los pasillos del hotel, ciegos pero con un desarrollado sentido de audición.
Llegando al vestíbulo, los supervivientes pueden ver la puerta de salida, intentando alcanzarla, una zombi con piel carmesí sale de un ducto de aire acondicionado, aparentemente muerta, pero al intentar rodearla, esta despierta, revelando que es un licker no completamente cambiado. La Suspendida ataca con su lengua y llamando a otros lickers, pero los supervivientes logran confundir a las mutaciones haciendo sonar alarma de robos del mostrador, haciendo la tarea de matarla más sencilla (en muy difícil, los lickers rodearan a la Suspendida cuando se haga sonar la alarma para protegerla).
Con la mutante muerta, los bomberos por fin logran abrir la puerta, echándola abajo a hachazos. Danny, bombero de la unidad, les explica a los supervivientes que casi toda la ciudad esta en llamas y que han intentado ayudar lo más posible, pero les insiste en que intenten salir de la ciudad mientras aún puedan.

### Decisions, Decisions (La hora de la verdad)
En el sótano de la comisaría de Raccoon City, que está siendo ocupado como refugio, el médico George Hamilton encuentra una nota en uno de los muros escrita por su amigo, el científico y profesor Peter Jenkins, que le insiste en que George vaya a la Universidad de Raccoon lo más pronto posible, indicando que tiene información muy importante que solo George puede entender.
Ya en la universidad y al entrar a su estudio privado, los supervivientes descubre el cadáver de Peter, que tiene un impacto de bala en la nuca. Mediante varias notas escondidas por el campus, Peter declara que existe una vacuna experimental para el virus-T apodada Alba, que fue desarrollada en conjunto con el doctor Greg Mueller, investigador de Umbrella, que en secreto le entregaba datos y muestras del virus al doctor Jenkins para producir la vacuna debido al resentimiento que este llegó a tener por su empleador al enterarse de que querían comenzar a producir en masa a su propio diseño de tyrant, Thanatos, quitándole su unicidad e individualidad. Peter, al enterarse del pasado de Mueller, comenzó a temer por su vida, por lo que empezó a escribir las notas con la esperanza que George terminara la vacuna.
Mediante las notas de Peter, los supervivientes descifran que van a necesitar tres ingredientes para la vacuna; base-P (un químico estabilizador que debe almacenarse bajo condiciones especiales), veneno-V (extraído de avispas mutadas) y sangre-T (extraído de una criatura infectada por el virus-T), con dos de los tres ingredientes en sus manos, los supervivientes observan como Thanatos, que fue liberado por Mueller, masacra a un equipo del Servicio de Contramedidas Biológicas de Umbrella bajo órdenes del supervisor Nikolai Zinoviev que se encontraban llevando a cabo la operación Hongo del Emperador, que consistía en obtener una muestra de sangre del tyrant, pero este, después de matar a todos los mercenarios, huye. Ya volviendo dentro de la universidad, Thanatos comienza a perseguir a los supervivientes, pero logran aturdirlo con una descarga de alto voltaje, llevándose la cápsula de sangre que fue lanzada por Nikolai, asegurando el ingrediente final para la vacuna.
Mezclando los ingredientes en una incubadora especial, se encuentran con el doctor Mueller, que les explica el motivo de la creación de Alba y que se van a dedicar a entrener a su más grande creación. Sin darse nadie cuenta, Zinoviev se posiciona justo sobre el doctor, oculto en el cielo falso, disparándole un solo tiro a la cabeza, matándolo de inmediato y activando cargas de C4 instaladas por todo el edificio.
La enorme explosión deja gran parte de la universidad en el suelo y a Thanatos aplastado por los escombros. Los bomberos Danny y Gill, piloteando un helicóptero Bell 206, ven los destrozos y se acercan para ver si alguien hay alguien vivo, descubriendo a los supervivientes y anunciándoles con megáfono que vayan al patio principal para ser rescatados.
En camino al patio, Thanatos sale al encuentro de los supervivientes, dispuesto a matarlos, pero, aun con mutaciones superiores a las que ya tenía, este es derrotado. Sin amenazas, los supervivientes suben al patio principal, pero Thanatos llega de un salto a interrumpir el rescate, fracasando de nuevo al ser derrotado otra vez.
Ya arriba del helicóptero, los supervivientes ven como su ciudad es destruida con una oleada de misiles crucero. Una indeterminada cantidad de tiempo después, un F-22 Raptor de reconocimiento hace una pasada para imágenes de aerofotogrametría sobre lo que queda de Raccoon City, revelando tres enormes cráteres y que el área aun se encuentra en cuarentena.

### Finales
Diferentes finales se pueden conseguir dependiendo si el jugador decidió utilizar la vacuna antes de la escena final. Si se elige utilizarla y terminar el escenario final con una en el inventario, se visualizara el final bueno, si se elige utilizarla pero el jugador no lleva una muestra en el inventario, se mostrara el final regular, y si se elige no utilizar la cura se mostrara el final malo, sin importar que se tenga o no una muestra de la vacuna en el inventario.
El final malo consiste en que el personaje que eligió el jugador se convertirá en zombi estando arriba del helicóptero, atacando a los bomberos, y en el final especial, el jugador se quedará en la ciudad con otro personaje si ambos no usaron Alba.
Finales especiales:
- Jim y Kevin (se debe jugar con Jim y Kevin debe estar vivo hasta el final del escenario): Jim se queda atrás con Kevin, lamentándose de no poder subir al helicóptero debido a no estar inmunizado mientras Kevin se muestra indiferente a la situación, afirmando que no puede permitir que el virus siga expandiéndose. Estando en el patio central de la universidad, Jim comienza a quejarse de que no hay certeza que vayan a ser rescatados y de correr el riesgo de ser atacados, Kevin lo hace callar y Thanatos comienza a levantarse de nuevo, Kevin se pone de pie y apunta al monstruo con Jim detrás de él mientras abre fuego. Los misiles caen sobre la ciudad y esta es destruida.
- Mark y David (se debe jugar con Mark y David debe estar vivo hasta el final del escenario): Mark se queda atrás con David, siendo consciente de que es un portador y no puede escapar, mientras David afirma que tomó la decisión final de quedarse debido a estar contagiado. En el patio central de la universidad, ambos se encuentran dando los arreglos finales un carro blindado M8 Greyhound abandonado, Mark siendo el conductor y David saltando a la torreta, pasando bala a la ametralladora M2 mientras Mark avanza a toda velocidad hacia una horda de zombis. Los misiles caen sobre la ciudad y esta es destruida.
- George y Cindy (se debe jugar con George y Cindy debe estar viva hasta el final del escenario): George se queda atrás con Cindy, aceptando que esta infectado y no puede dejar la ciudad, mientras Cindy reflexiona que solo terminaría lastimando a los demás si escapase estando infectada, eligiendo quedarse. Estando en el patio trasero de la universidad, ambos indican que se sienten extraños, compartiendo una mirada afectuosa entre ellos, con George afirmando que todo acabará pronto, viendo juntos como los misiles crucero surcan el cielo mientras amanece. Los misiles caen sobre la ciudad y esta es destruida. 
- Alyssa y Yoko (se debe jugar con Alyssa y Yoko debe estar viva hasta el final del escenario): Alyssa se queda atrás con Yoko, afirmando que sería demasiado inconsciente, incluso para ella, dejar que el virus se expanda, mientras Yoko tenía una corazonada que terminaría varada en la ciudad sin oportunidad de irse. Dentro de una sala de estudios en la universidad, Alyssa le agradece a Yoko por ayudarla a conectarse a internet con su laptop para enviar todo su material de investigación periodística fuera de Raccoon City, con todos los archivos enviados, Alyssa destruye la computadora, mencionando que es esa su última contribución. Mirando hacia el amanecer por una ventana, Yoko pregunta si es que ganaron, con Alyssa respondiéndole que ciertamente si mientras se oye el estruendo de los misiles crucero a lo lejos. Los misiles caen sobre la ciudad y esta es destruida.

## Sistema de juego

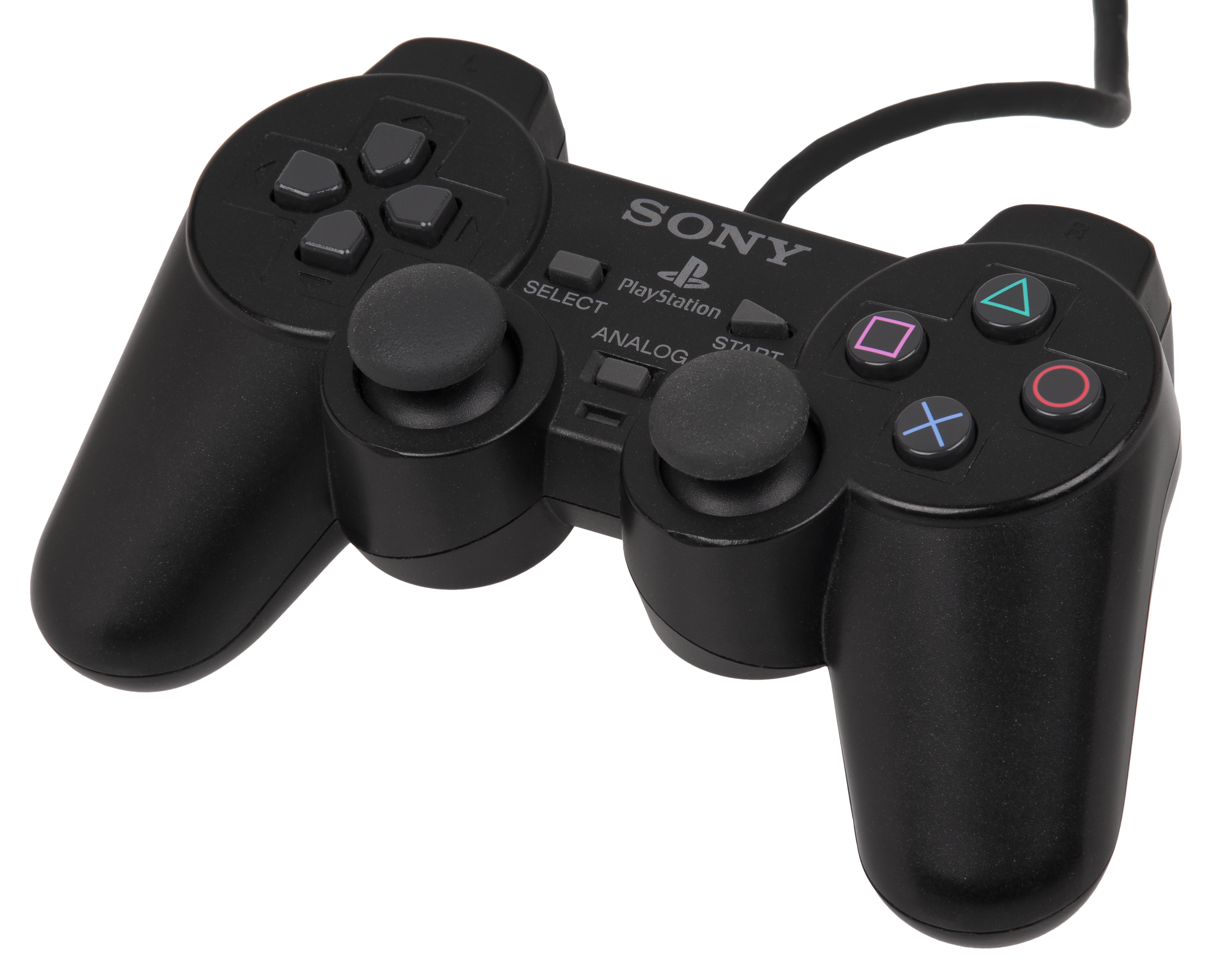
El videojuego permite al jugador comunicarse con sus compañeros para poder superar el nivel a través del DualShock 2 de la consola, este podrá usar comandos como «¡Vamos!» o « ¡Ayúdame!» que de acuerdo con el nivel de compañerismo de cada personaje se realizarán.

Para iniciar, el jugador elige un escenario, el nivel de dificultad y un personaje (ocho en total). El nivel de dificultad calcula la cantidad de enemigos y objetos que este encuentra a medida que progrese a través del escenario. El título cuenta con cinco niveles, además poseen una lista de eventos especiales que se deben realizar para alcanzar el 100% del juego. Al llegar a dicho porcentaje, se desbloquea la modalidad «infinita» en el que todas las armas simples como tubos y otras, nunca se deterioran, mientras que las armas de fuego no gastan munición.
Cada nivel cuenta con una cantidad de cuarenta objetos escondidos. De los cuales veinte de ellos se encuentran distribuidos en cada escenario, mientras que la otra mitad está distribuida por cada personaje que elija el jugador para completar el nivel. Al terminar de descubrir la localización de cada uno de éstos, se desbloquean nuevos trajes e imágenes de los protagonistas y enemigos del título.
Los jugadores podían conectarse en los servidores de Internet mediante una conexión de banda ancha y un adaptador de red. Una vez conectados, eran capaces de elegir dos modalidades: el «modo libre» y el «modo escenario». El «modo libre» permite crear su propio escenario y escoger el nivel de dificultad para jugarlo. El «modo escenario» que elige de manera automática el nivel y los personajes. Capcom apagó los servidores estadounidenses de Outbreak el 31 de diciembre de 2007, y los servidores japoneses el 30 de junio de 2011.
El juego también se caracteriza por incluir «el medidor de infección», a pesar de otros títulos de la serie como Resident Evil 1, 2 y 3: Nemesis, los personajes de dichos juegos no se infectaban, sin embargo, en Outbreak hay que buscar píldoras para detener el nivel vírico para sobrevivir a cada escenario. Por cada golpe o mordida que reciba el jugador por parte de los enemigos, este aumenta rápidamente. Cada escenario posee un jefe que puede perseguir al personaje de un área a otra o simplemente enfrentarse con él al final de cada nivel.

## Desarrollo

### Proyecto principal y cancelación
Desde el principio, el título había sido diseñado como un minijuego multijugador, donde el objetivo principal era sobrevivir el mayor tiempo posible en un escenario. El equipo de desarrollo decidió retirar el proyecto debido al fracaso de fomentar el trabajo en equipo entre los jugadores, argumentando que lo único que le faltaba a la serie fue dicha opción. Posteriormente, decidieron que tuviera su propia historia al igual que las otras entregas de la franquicia, pero que este fuera el único en tener la modalidad para jugar en línea. El desarrollo del juego se colocó en espera dado que se trabajaba en el lanzamiento de Resident Evil 2.

### Reactivación
Antes de 2002, Capcom decidió reactivar el desarrollo del juego recuperando información e ideas del primer proyecto. En febrero de 2002, en una conferencia de prensa de Sony en relación con PlayStation 2, habían declarado que se estaba trabajando en una nueva entrega de la serie, bajo el título de «Online Biohazard». El nombre confundió al público debido a que esperaban un juego similar a las entregas anteriores.

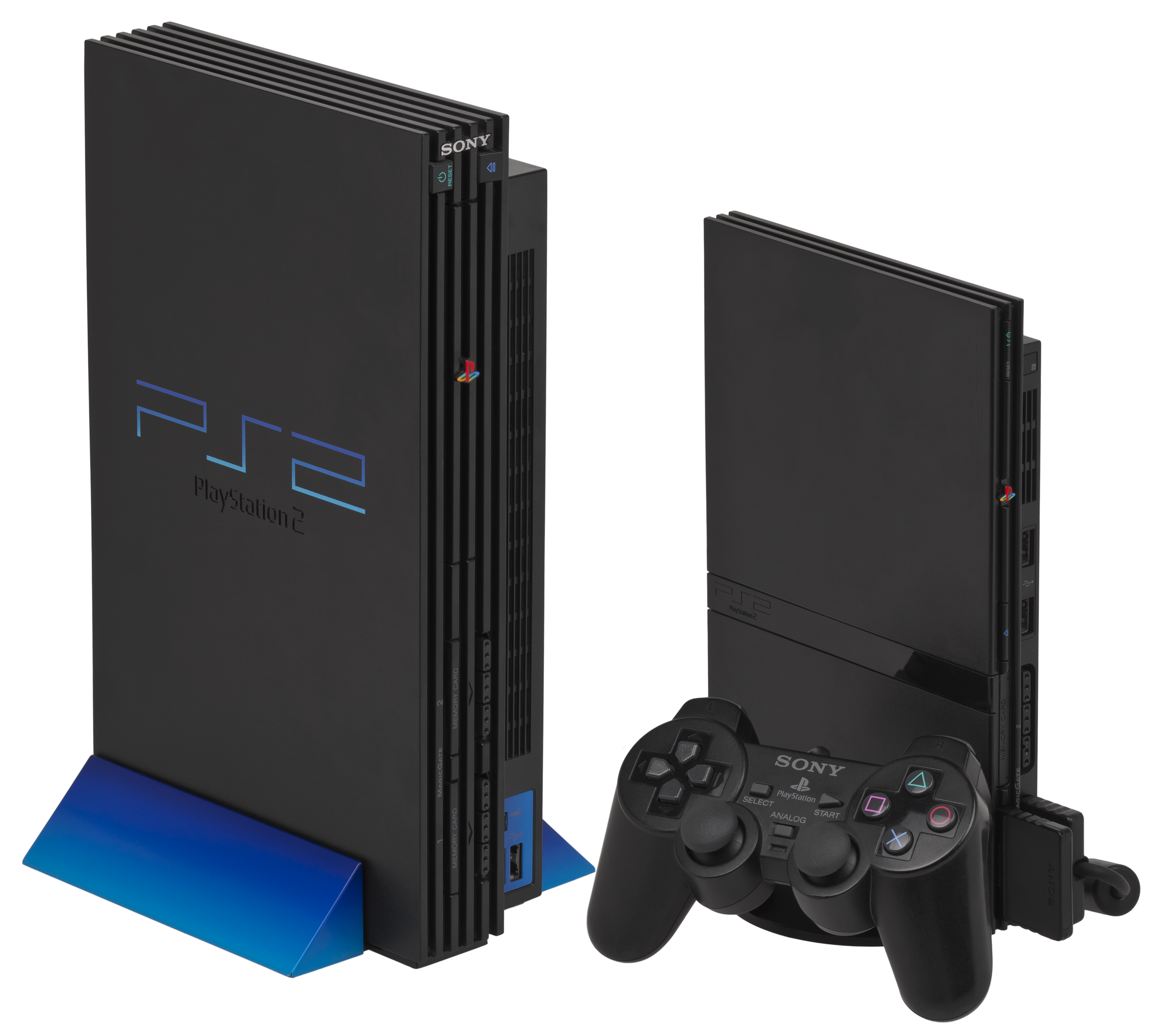
El videojuego se publicó exclusivamente para PlayStation 2.

El 21 de mayo de 2002, hizo su aparición en la conferencia de E3, con un video mostrando fondos en 3D en tiempo real, revelando cuatro personajes seleccionables y su sistema multijugador. La opción para comunicarse con otros jugadores en línea se eligió por la función del micrófono para el chat, ya que el equipo de desarrollo sostuvo que «arruinaría el sistema de juego». En su lugar, la escasez de opciones del chat se utilizó para la conversación entre los usuarios. En la conferencia no se dio una fecha concreta del lanzamiento.
Más tarde en ese mismo año, el juego pasó a llamarse «Biohazard Network». En octubre de 2002, dieciocho escenarios diferentes se encontraban en desarrollo. En noviembre de ese mismo año, Capcom lanzó varias imágenes promocionales para los medios de comunicación, que mostraban a ocho personajes adentrándose en el escenario «Flashback». También, explicaron las ocupaciones y trabajos de los protagonistas.
En enero de 2003, se proporcionó más información acerca del juego, sobre todo, los personajes interactivos. Capcom agregó nuevas funciones a los enemigos y publicaron imágenes promocionales de los escenarios «Flashback», «Underbelly» y «The Hive».

### Cambio de título y mejoras
En mayo de 2003, el nombre se cambió nuevamente a «Biohazard Outbreak» (conocido como Resident Evil Outbreak en otros países excepto Japón), el número de escenarios se redujo a cinco debido a que estos ya estaban terminados. Los escenarios restantes pasaron a mejorarse debido a que en la conferencia del E3 de 2002 se había anunciado la secuela de esta entrega llamada Resident Evil Outbreak: File #2.
En septiembre, surgieron dudas sobre el sistema en línea del juego en el continente europeo, Capcom respondió a todas las interrogantes sobre el tema a tiempo para el lanzamiento. El estreno en Europa se retrasó, su fecha fue cambiada para septiembre de 2004 (nueve meses después de su lanzamiento en Japón y Estados Unidos) y no incluyó la modalidad para jugar por Internet.

## Recepción

### Críticas
Outbreak recibió una puntuación de C+ por parte de 1UP. Los críticos lo evaluaron como «otra típica línea de la serie», y lo denominaron como «un juego competente» por sus «controles que son realmente funcionales e intuitivos». Sin embargo, tuvieron una serie de problemas en el modo multijugador, debido a que Capcom decidió no programar un sistema de chat de voz en dicha modalidad. También, señalaron que «los escenarios eran sumamente cortos para disfrutarlo con otras personas».
Eurogamer se decepcionó con el fracaso de Capcom en el intento de establecer un soporte en línea en el mercado europeo dado que la comunidad de PlayStation 2 estaba amenazada por el lanzamiento de Halo 2 para Xbox. Seguido de esto, Outbreak fue criticado por no establecer la función para jugar en red con otros tres jugadores, esto creó interrogantes, principalmente, si dicho título les interesaría a los consumidores por no contener la característica mencionada anteriormente. Otro problema es el manejo del menú en tiempo real, lo que expone al jugador a cualquier ataque de un enemigo al azar.
Outbreak recibió reseñas positivas tanto de los fanáticos como de los críticos. El sitio web de Metacritic le dio un puntaje de 71 sobre 100 basado en 40 críticas mixtas siendo una de las mejores puntuaciones obtenidas; por otro lado, la página en línea de GameRankings le otorgó una calificación de 70% basada en 38 comentarios tanto positivos como negativos.

### Impacto comercial
Al igual que otros juegos de la franquicia, Resident Evil Outbreak obtuvo un gran éxito comercial alrededor del mundo. Solamente en el territorio estadounidense se vendieron un total de 540 000 ejemplares; asimismo, en Europa logró comercializar 350 000 copias del juego; mientras que en Japón, comercializó 460 000 unidades. Desde la primera semana de su lanzamiento en el país nipón, se comercializaron 230 000 ejemplares. A pesar de su rápida distribución, en la segunda semana su cifra disminuyó un 67% a la alcanzada inicialmente. En el primer trimestre de 2004, se habían negociado 461 000 copias.
A pesar de haber logrado un éxito comercial considerable, Outbreak no pudo conseguir los mismos resultados que obtuvieron los títulos más importantes de la franquicia, como Resident Evil publicado en 1996 para la consola PlayStation, cuyas cifras de ventas ascendieron a casi 5,05 millones de unidades en todo el mundo. Sin embargo, consiguió una mejor recepción con respecto a su predecesor, Resident Evil: Dead Aim, lanzado para PlayStation 2, que vendió un poco más de 350 000 unidades. Finalmente, Capcom comercializó la cantidad de 1,45 millones de copias de Resident Evil Outbreak a nivel mundial.

## Secuela
Capcom anunció que efectivamente se estaba produciendo una secuela del título llamada Resident Evil Outbreak: File #2. Inicialmente su lanzamiento estuvo previsto para el otoño de 2004 para Japón, la entrega contiene el mismo «sistema de juego» que su antecesor y su misión era la misma: «escapar con vida de una ciudad infestada de criaturas hambrientas». A diferencia de Outbreak, File #2 posee características nuevas que lo diferencian un poco de la entrega anterior e incluso aumenta su rejugabilidad.
La secuela cuenta con cinco nuevos escenarios ubicados en Raccoon City. Un avance del juego mostró la posibilidad de guardar la partida sin tener que volver a comenzar desde el principio, algo que convierte al título anterior como «muy tedioso». Incluye nuevos enemigos y armas mejoradas; asimismo, los personajes pueden caminar y apuntar al mismo tiempo. El título fue lanzado el 9 de septiembre de 2004 en Japón, el 26 de abril de 2005 en Norteamérica, concluyendo su lanzamiento en el territorio europeo el 26 de agosto de 2005.